# Suctobelbella similis
Suctobelbella similis är en kvalsterart som först beskrevs av Forsslund 1941.  Suctobelbella similis ingår i släktet Suctobelbella och familjen Suctobelbidae. Inga underarter finns listade i Catalogue of Life.